# Goldmünzen von Biesenbrow

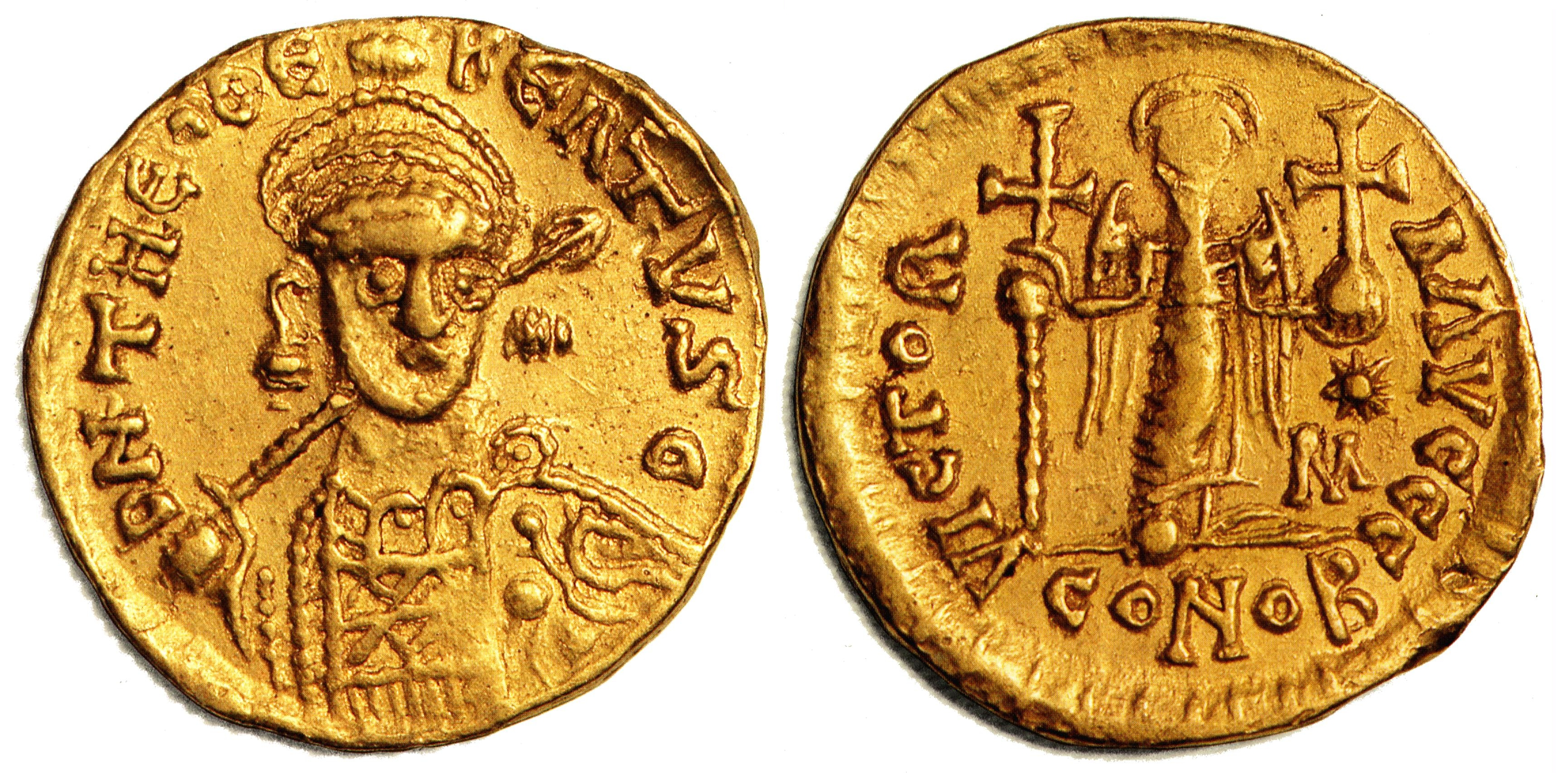
Theudebertmünze von Biesenbrow

Die acht Goldmünzen von Biesenbrow, einem Ortsteil von Angermünde im Landkreis Uckermark in Brandenburg, wurden im November 2011 bei gezielter Nachsuche auf einem Acker gefunden. Sie sind nur etwa so groß wie heutige 5-Cent-Stücke, wiegen etwa 4,4 Gramm und sind stark verbogen. Die Archäologen vermuten, dass der zugehörige Schatz Mitte des 6. Jahrhunderts n. Chr. vergraben wurde.
Auf der Vorderseite befinden sich die Abbildungen von Herrschern mit Namen und Titel, auf der Rückseite eine Victoria mit Kreuz, ein Spruch und der Hinweis auf die Prägestätte.
Eine Sensation ist ein Goldstück mit dem Bild Theudeberts I. (533–548), des Enkels von König Chlodwig I. Es gibt davon nur sehr wenige und die gefundene ist möglicherweise die älteste. Theudebert brach mit dieser Prägung das Privileg der (ost-)römischen Kaiser, die bis dahin als Einzige Goldmünzen mit ihrem Abbild herausgeben durften.
Bereits im 19. Jahrhundert waren bei Feldarbeiten in Biesenbrow 200 Goldmünzen und Golddraht entdeckt worden, offenbar aus einem Hortfund stammend. Nur vier davon landeten im Münzkabinett der Staatlichen Museen Berlin – der Rest wurde eingeschmolzen. Ein Lehrer hatte im 19. Jahrhundert noch über die ursprünglich aus Konstantinopel und Rom stammenden, Solidi genannten Goldstücke geschrieben, den Fundort »bei der Hintermühle« aber nicht allzu genau bezeichnet. Eine gezielte Nachsuche im Jahr 2011 erbrachte dann die acht Goldmünzen.